# AudioEngine
Audio Engine（オーディオ エンジン）はヤマハが開発した、携帯電話・PHS用のオーディオプロセッサLSI、MA-7のブランド名である。

## 概要
Audio Engineは携帯端末用に開発されたオーディオプロセッサで、ハイブリッドシンセサイザー、低消費電力Class-Dアンプ、高品位サウンドプロセッサなどから構成されるLSIである。着信メロディに限らず、AACやMP3、着うたフルなどの音楽ファイルの再生やSD-Videoなどの動画ファイルの再生、果てはワンセグ放送の音声など様々なものに高品質な音が必要となり、よりマルチメディア化が進む中で今までのオーディオプロセッサと違った高品位なオーディオ機能を提供する。

## 構成要素
ハイブリッドシンセサイザー
FM音源とWaveTable音源を組み合わせた、ヤマハでは従来より使われている方式。YMU762やYMU765などの電子楽器など使われていた方式でもある。3GPPで標準化されているMobile-XMFや、ヤマハが以前から提唱しているSMAFフォーマットに対応。
低消費電力Class-Dアンプ
ClassDアンプはClassAやClassBに比べ、電力利用率が高くハイパワーなため、低消費電力で動かすことができ、携帯端末に最適なClassである。
高品位サウンドプロセッサ
より原音に忠実なサウンドになるよう、圧縮音源を再生する際に、欠落している音の部分を自動的に補い、ノイズを減少させる。
多機能エフェクター
2つのエフェクター(EFFECT1とEFFECT2)によって、反響の度合いを変えたり、テンポを遅くしたりと、様々な効果を標準で50種類搭載。

## 主な機能
128和音に対応
最大128和音に対応し、より正確な音程をつくれるようになった。
3Dポジショニングに対応
NTTドコモなどが進めている3Dに対応し、仮想的に背後からなど聞こえるようにする。対応しているAPIはNTTドコモのDoJaなど。また、仮想音源は最大で6つまで置ける。
サラウンド機能
ヘッドホンの位置などではなく、仮想的な音源を作りあげ自然な音の奥行き、広がりを実現する。また、13種類のモードが標準搭載され、ウエット/ドライ音のON/OFFも設定できる
イコライザ機能
聞く音楽のジャンルに合わせた、イコライザ（周波数）を15種類搭載。
ボーカルキャンセル機能
ボーカルの音声をなくし、インストゥルメンタル（カラオケ風）にできる。EFFECT2系統のエフェクトとして使用される。

## 種類
- YMU786(MA-7)
- YMU790(MA-7D)
- YMU791(MA-7i)

## MA-7シリーズ搭載端末
NTTドコモ
- FOMA
  - NEC製 N902iからN904i、及びN906iL onefone
  - LG Electronics製 L704i L705iX

au（KDDI/沖縄セルラー電話）
- CDMA 1X WIN
  - W32S
  - W33SA/SA II
  - W41CA
  - neon
  - W42H
  - G'zOne W42CA
  - ウォークマンケータイ W42S
  - W43S
  - W44S
  - W44T/トヨタケータイ TiMO W44T II/LEXUS W44T III
  - W43SA
  - W43K
  - W44K/K II
  - W47T
  - DRAPE
  - MEDIA SKIN
  - W51S
  - AQUOSケータイ W51SH
  - W51CA
  - W51K
  - MEDIA SKIN
  - W52H
  - W52SH
  - W51T
  - W52T
  - W52CA
  - W51P
  - W52P
  - ウォークマンケータイ W52S
  - W54T
  - EXILIMケータイ W53CA
  - W53K
  - Woooケータイ W53H
  - W53S
  - W54SA
  - W54S
  - W55T
  - W56T
  - INFOBAR2
  - E02SA
  - E03CA
  - W61CA
  - G'zOne W62CA
  - EXILIMケータイ W63CA
  - AQUOSケータイ W61SH
  - W62SH
  - URBANO（W63SH）
  - AQUOSケータイ W64SH
  - Cyber-Shotケータイ W61S
  - W62S
  - フルチェンケータイ re（W63S）
  - W64S
  - Walkman Phone, Xmini（W65S）
  - W61SA
  - W62SA
  - W63SA
  - W64SA
  - W61H
  - Woooケータイ W62H
  - Woooケータイ W63H
  - W61P
  - W62P/島耕作ケータイ
  - W61T
  - W62T
  - Sportio（W63T）
  - W64T
  - W65T
  - W61PT
  - 簡単ケータイ W62PT
  - W61K
  - W62K
  - W63K
  - W64K
  - W65K
  - CA001
  - Woooケータイ H001（HI001）
  - SH001
  - Cyber-Shotケータイ S001（SO001）
  - Walkman Phone, Premier3（SOY01）
  - G9（SOX01）
  - フルチェンケータイ T001（TS001）
  - P001（MA001）
  - K002（KY002）
  - ケースのようなケータイ NS02（PTX01）
  - Mobile Hi-Vision CAM Wooo（HIY01）
  - G'zOne CA002
  - SOLAR PHONE SH002
  - Sportio water beat（SHY01）
  - biblio（TSY01）
  - T002（TS002）
  - iida Art Editions YAYOI KUSAMA（TSX01／TSX02／TSX03）
  - EXILIMケータイ CA003
  - EXILIMケータイ W63CA
  - AQUOS SHOT SH003
  - SH004
  - SH005
  - AQUOS SHOT SH006
  - BRAVIA Phone U1（SOY02）
  - URBANO BARONE（SOY03）
  - S002（SO002）
  - SA001
  - PLY（TSX04）
  - T003（TS003）
  - E05SH
  - E06SH
  - E08T

など
- CDMA 1X
  - A5523T
  - A5529T

など
ソフトバンクモバイル
- SoftBank 3G※一例として
  - 921SH
  - 910SH
  - 911SH
  - 912SH
  - 930CA
  - 930P
  - 920P
  - 911T
  - 912T
  - 812T
  - 813T
  - 814T

など
イー・モバイル
- 音声端末
  - H11T